# 肖恩·霍尔
肖恩·霍尔（英語：Sean Hall，1967年8月20日—），美国男子赛艇运动员。他曾代表美国参加1995年泛美运动会赛艇比赛，获得二枚金牌。他也参加了1992年、1996年和2000年夏季奥运会。